# 霍奇克斯M1914重機槍
霍奇克斯M1914重機槍（法語：Hotchkiss Mle 1914）由美國人班杰明·霍奇克斯所開設的霍奇克斯公司研發，1867年霍奇克斯來到法國並在1875年開設霍奇克斯公司，但他在1885年2月14日就病死了，1892年一名瑞典軍官發表了一份導氣式槍械運作的設計方案，霍奇克斯公司用錢把此設計版權買斷了，以此發展出霍奇克斯M1897重機槍，1904年的日俄戰爭當中日軍就把霍奇克斯M1897重機槍用於實戰，霍奇克斯M1914重機槍就是其改良型。

## 機械結構

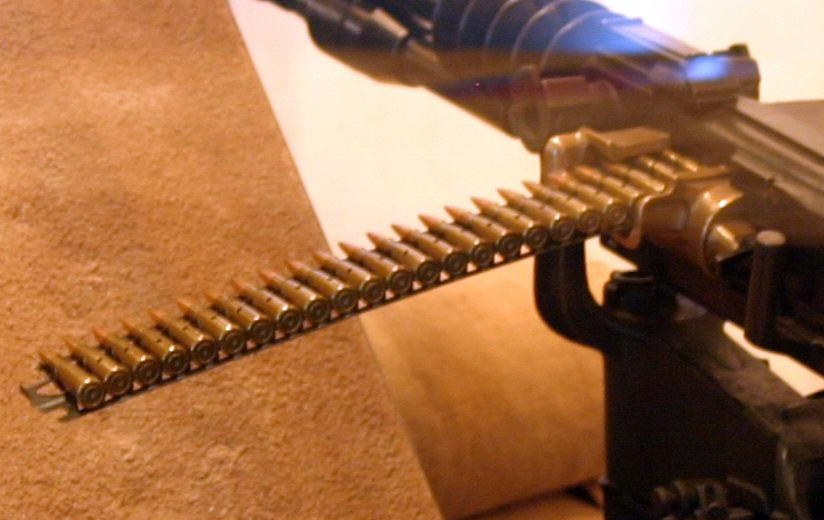
霍奇克斯M1914重機槍用的24發裝保彈板

霍奇克斯M1914重機槍為導氣式風冷重機槍，在槍管有5片散熱片，在槍管下為導氣管，扳機為手槍式，在機身後方有環狀把手以方便掃射，而它最特別就是用24發（日本人改為30發）裝金屬製保彈板供彈。但後期採用可拆式彈鏈供彈，再填裝的效率便凌駕了使用不可拆布制彈帶的馬克沁機槍。
霍奇克斯機槍的槍管可以更換，因為若在不停開火時不更換的話槍管會過熱，1905年美國人曾測過霍奇克斯M1914重機槍，在4分10秒內連續射了1,376發子彈，發現在1分8秒後槍管已開始變紅而在4分10秒後更是已全面發紅，其後把槍管切開後發現槍管內壁的膛線已嚴重磨損，因此其結論是霍奇克斯M1914重機槍不及馬克沁水冷式重機槍耐射。

## 實戰

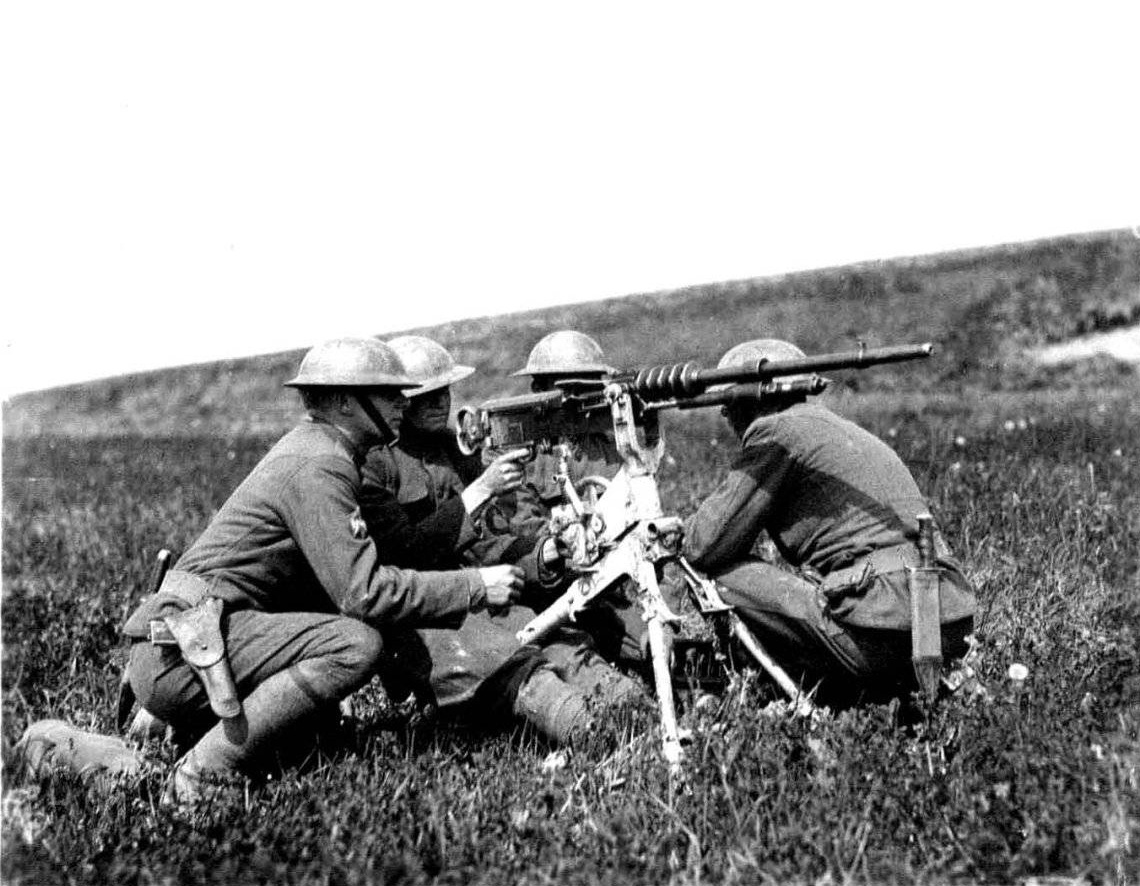
第一次世界大戰時的霍奇克斯M1914重機槍

霍奇克斯M1914重機槍參加了第一次世界大戰，1916年的凡爾登戰役期間法軍一個陣地上的兩挺霍奇克斯M1914重機槍在10日內射了15萬發子彈，從而令該處的法軍堅守了10日。
另一個霍奇克斯重機槍的主要使用國是日本，由明治時代至二戰結束所使用的重機槍幾乎都是霍奇克斯重機槍和其仿製型（例如：三年式和九二式），1930年至1935年中國國民政府也向法國購買了1,192挺霍奇克斯重機槍，為此還要求改口徑為7.92毫米以便發射7.92毫米口徑德式子彈，除了買原廠法國貨外，中國兵工廠也有仿製，1937年抗日戰爭開始後又向法國訂購了1,300挺，但最後祇有300挺到貨，抗戰時國軍總共有2,792挺霍奇克斯重機槍，可以裝備465個重機槍連。

## 使用國家

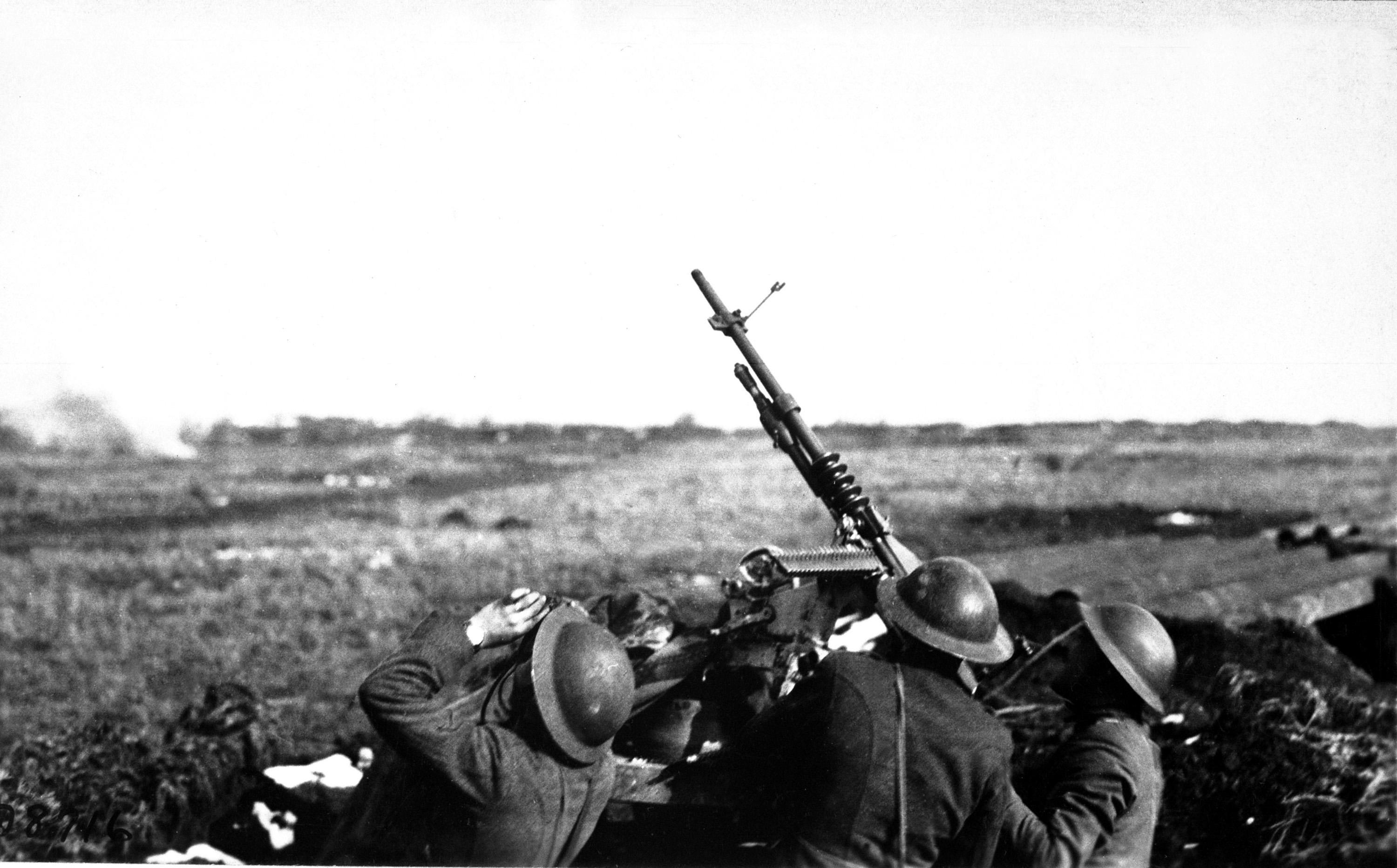
裝上三腳架作防空機槍的M1914重機槍

- 比利时
- 智利
- 中華民國
- 巴西
- 大日本帝国
- 衣索比亞
- 芬兰
- 法國
  -  維希法國
- 德意志帝國
- 希臘王國
- 義大利王國
- 墨西哥
- 納粹德國
- 挪威
- 秘魯
- 波蘭
- 俄罗斯帝国
- 蘇維埃俄國
- 西班牙
- 瑞典
- 土耳其
- 英国
- 美国

## 流行文化

### 電子遊戲
- 2022年—《應徵入伍》：日本金券武器購買。